# Rabah Yousif
Rabah Yousif (Omdurmán, Sudán, 11 de diciembre de 1986) es un deportista británico de origen sudanés que compitió en atletismo, especialista en las carreras de relevos.
Ganó dos medallas de bronce en el Campeonato Mundial de Atletismo, en los años 2015 y 2017, y dos medallas en el Campeonato Europeo de Atletismo, plata en 2018 y bronce en 2016.

## Palmarés internacional
| Representando al Reino Unido |                          |                   |           |
| Campeonato Mundial           |                          |                   |           |
| Año                          | Lugar                    | Medalla           | Prueba    |
| 2015                         | Pekín (China)            | Medalla de bronce | 4 × 400 m |
| 2017                         | Londres (Reino Unido)    | Medalla de bronce | 4 × 400 m |
| Campeonato Europeo           |                          |                   |           |
| Año                          | Lugar                    | Medalla           | Prueba    |
| 2016                         | Ámsterdam (Países Bajos) | Medalla de bronce | 4 × 400 m |
| 2018                         | Berlín (Alemania)        | Medalla de plata  | 4 × 400 m |